# Uuden edessä
Uuden edessä è un brano del gruppo musicale finlandese Toivon Kärki, pubblicato il 10 aprile 2020 dalla Warner Music Finland. I proventi del singolo sono stati donati alla Croce Rossa Finlandese per aiutare le persone in Finlandia affette dalla pandemia di COVID-19. Il brano è stato scritto da Lauri Tähkä e da Timo Kiiskinen e prodotto da Jukka Immonen, Jurek, Antti Riihimäki ed Eppu Kosonen.

## Partecipanti
Il brano prevede 90 artisti e 60 musicisti.
- Abreu
- Aki Tykki
- Ako Kiiski
- Aleksanteri Hakaniemi
- Alma
- Alpo Nummelin
- Anna Puu
- Anssi Kela
- Antti Ketonen
- Antti Lehtinen
- Arttu Peljo
- Arttu Wiskari
- Behm
- Brädi
- Chisu
- Cledos
- Costee
- Costello Hautamäki
- Dalia Porra
- Darude
- DJPP
- Elastinen
- Elias Kaskinen
- Ellinoora
- Eppu Kosonen
- Erin
- Eva & Manu
- F
- Gracias
- Gugi
- Haloo Helsinki!
- Hannu Korkeamäki
- Heikki Kytölä
- HesaÄijä
- Heviteemu
- Ida Paul
- Ilkka Alanko
- Ilkka Tolonen
- Ilkka Wirtanen
- Ilta
- Irina
- Jaakko Kääriäinen
- Janna
- Jannika B
- Jari Väyliö
- Jarkko Kumpulainen
- Jaron & Istala
- Jay Kortehisto
- Jenni Mustajärvi
- Jenni Vartiainen
- Jesse Markin
- Joel Melasniemi
- Jonna Tervomaa
- Jori Sjöroos
- Jouni Aslak
- Juha Kuoppala
- Jukka Eskola
- Jukka Immonen
- Jukka Poika
- Jurek
- Jussi Rainio
- JVG
- Kaija Koo
- Kalevi Louhivuori
- Kalle Lindroth
- Kalle Mäkipelto
- Kalle Torniainen
- Karri Koira
- Katri Helena
- Katri Ylander
- Knipi
- Kyösti Mäkimattila
- Lasse Enersen
- Lasse Kurki
- Lasse Piirainen
- Laura Närhi
- Laura Voutilainen
- Lauri Porra
- Lauri Tähkä
- Lenni-Kalle Taipale
- Leri Leskinen
- Lukas Leon
- Maarit
- Maija Vilkkumaa
- Mariska
- Matias Keskiruokanen
- Matti Mikkola
- Michael Monroe
- Mikael Gabriel
- Mikko Harju
- Mikko Kaakkuriniemi
- Mikko Kosonen
- Minna Koivisto
- Mira Luoti
- Nelli Matula
- Olavi Uusivirta
- OP Beats
- Osmo Ikonen
- Paleface
- Pasi ja Anssi
- PastoriPike
- Pauli Hanhiniemi
- Pete Parkkonen
- Pikku G
- Portion Boys
- Rafael Elivuo
- Redrama
- Reino Nordin
- Ressu Redford
- Riku Rajamaa
- Risto Asikainen
- Risto Niinikoski
- Risto Rikala
- Roope Salminen
- Rzy
- Saara Aalto
- Sakke Aalto
- Sami Yaffa
- Sami Kuoppamäki
- Sami Osala
- Sampo Haapaniemi
- Samu Haber
- Samuli Edelmann
- Samuli Sirviö
- Sanni
- Sara Siipola
- Seksikäs-Suklaa
- Sini Yasemin
- Skywalk
- Stig
- Suvi Teräsniska
- Svante Forsbäck
- Teleks
- Tero Palo
- Tero Sundell
- Tero Vesterinen
- Thomas Rönnholm
- Tido
- Timo Kiiskinen
- Timo Kämäräinen
- Timo Lassy
- Tippa
- Titta
- Tomi Saario
- Tommi Läntinen
- Toni Kulku
- Toni Wirtanen
- Tuukka Tuunanen
- Tuure Boelius
- Tuure Kilpeläinen
- Uniikki
- Vesala
- Vesta
- Viivi
- Vilma Alina
- Waltteri Torikka
- Younghearted

## Classifiche
| Classifica (2020) | Posizione massima |
| ----------------- | ----------------- |
| Finlandia         | 2                 |